# McCraney n.º 282
McCraney n.º 282 es un municipio rural canadiense situado en la provincia de Saskatchewan.

## Superficie
McCraney n.º 282 tiene una superficie de 944,47 km².

## Demografía
En 2021, tenía 280 habitantes, una densidad poblacional de 0,3 hab./km², y 136 viviendas.